# Santa María del Tule
Santa María del Tule är en kommunhuvudort i Mexiko.   Den ligger i kommunen Santa María del Tule och delstaten Oaxaca, i den sydöstra delen av landet, 400 km sydost om huvudstaden Mexico City. Santa María del Tule ligger 1 565 meter över havet och antalet invånare är 7 195.
Terrängen runt Santa María del Tule är kuperad åt nordväst, men åt sydost är den platt. Runt Santa María del Tule är det ganska tätbefolkat, med 144 invånare per kvadratkilometer. Närmaste större samhälle är Oaxaca de Juárez, 9,5 km väster om Santa María del Tule. Trakten runt Santa María del Tule består till största delen av jordbruksmark.